# Gerard Daly
Gerard ("Gerry") Anthony Daly (Dublin, 30 april 1954) is een voormalig profvoetballer uit Ierland, die onder meer uitkwam voor Manchester United (1973-1977). Hij beëindigde zijn actieve loopbaan in 1991 bij AFC Telford United, waar hij aan de slag ging als trainer.

## Interlandcarrière
Daly kwam in totaal 48 keer (13 goals) uit voor de nationale ploeg van Ierland in de periode 1973–1986. Onder leiding van bondscoach Liam Tuohy maakte hij zijn debuut op 16 mei 1973 in de vriendschappelijke wedstrijd tegen Polen (2-0) in Wrocław. Hij viel in dat duel na 45 minuten in voor Mickael Lawlor.

## Erelijst
Manchester United
- FA Cup

1977